# Mongoloraphidia (Hissaroraphidia) mirabilis
Mongoloraphidia (Hissaroraphidia) mirabilis is een kameelhalsvliegensoort uit de familie van de Raphidiidae. De soort komt voor in Tadzjikistan.
Mongoloraphidia (Hissaroraphidia) mirabilis werd voor het eerst wetenschappelijk beschreven door H. Aspöck & U. Aspöck in 1975.